# Acetonidy

Obecná struktura 1,2-acetonidu, diol je znázorněn modře, aceton červeně.

Acetonidy (systematicky isopropylidenketaly) jsou funkční skupiny tvořené cyklickými ketaly diolů s acetonem. Jedná se o časté chránicí skupiny pro 1,2- a 1,3-dioly, odstraňují se hydrolýzou ketalu zředěnými roztoky kyselin.

## Příklady
Acetonidy menších diolů, triolů, monosacharidů a cukerných alkoholů se vyskytují běžně.
Mannitol reaguje s 2,2-dimethoxypropanem za vzniku bisacetonidu, který lze zoxidovat na acetonid glyceraldehydu:
(CHOHCHOHCH2OH)2 + 2 (MeO)2CMe2 → (CHOHCHCH2O2CMe2)2 + 4 MeOH
(CHOHCHOCH2OCMe2)2 + [O] → 2 OCHCHCH2O2CMe2 + H2O
Jako chránicí skupina posloužil acetonid například při Nicolaouově totální syntéze taxolu. Jedná se o častou chránicí skupinu sacharidů a cukerných alkoholů, příkladem využití může být solketal.
Acetonidy kortikosteroidů mají využití v dermatologii, kde jejich vyšší lipofilita ulehčuje pronikání kůží.